# Kristina Sundov
Kristina Šundov (Split, 17 de septiembre de 1986) es una futbolista croata retirada que jugó como delantera en el Bayer Leverkusen alemán. 

## Trayectoria
Šundov pasó por diversos equipos formativos croatas, como el Dinara y el Kastela. Durante esta etapa debutó en 2003 con la selección croata, con la que ha marcado 2 goles en 19 partidos a fecha de 2014.
En 2005 dejó Croacia y fichó por el Zuchwil 05 suizo, con el que debutó en la Liga de Campeones. Posteriormente pasó por otros dos equipos suizos: en 2009 fichó por el Thun y en 2011 por el Basilea. 
En 2012 pasó al fútbol holandés, con el Telstar. Y en el mercado de invierno de la temporada 2013-14 dio el salto a la Bundesliga alemana, en las filas del Duisburgo. Tras el descenso del Duisburgo, en 2015 fichó por el Bayer Leverkusen.